# 樹くるみ
樹 くるみ（いつき くるみ、1991年6月20日 - ）は、日本の舞台女優・ラジオパーソナリティ。栃木県出身。旧芸名: 榎本 くるみ（えのもと くるみ、2021年8月末まで使用）。

## 人物
- 宇都宮アート&スポーツ専門学校声優・アナウンス科卒[2]。
- クリエイティブユニット【ソフトボイルド】のメンバー[3]。
- FM栃木レディオベリーのリポーターユニット『Honey-B』の元メンバー。
- 『劇団21世紀FOX』の元団員。

## 出演

### 舞台
- 充実夜祭
  - 充実夜祭 第二回公演『ハッピーライフ』～あの世の沙汰もノリ次第⁉～（2017年6月23日 - 25日、中野スタジオあくとれ）[4]
  - 充実夜祭 第三回公演『憂奇夜祭』「人魚の話」「天狗の憂鬱」（2018年9月7日 - 9日、要町アトリエ第七秘密基地）- アリア / 田端 役[5]
  - 充実夜祭 第四回公演『カッパ先生の秘密のカルテ』（2019年10月4日 - 6日、中板橋 新生館スタジオ）[6]
- ミュージカル『人力車～浅草寺編!!～』（2017年8月16日 - 20日、浅草九劇）[7]
- Entertainment Live Stage SEPT×オバケストラ 舞台『オバケストラ！』（2018年7月11日 - 16日、シアターサンモール）- 野槌 役[8]
- 劇団アイリスシード第三回公演『ボスがイエスマン』（2019年2月7日 - 10日、阿佐ヶ谷アルシェ）[9]
- 劇団BLUESTAXI 第32回公演『家族日和』～家族は、時々めんどくさい～（2019年5月29日 - 6月2日、ザ・ポケット）[10]
- Unique Rabbits 2019夏『SHINIGAMI-死神-』（2019年6月29日 - 30日、アトリエほんまる）- 死神 役[11]
- JJSPRODUCE 擬人化計画向上委員会『どうぶつLINE』（2019年8月14日 - 18日、萬劇場）- きつね（みこと）役 ※ ♪チームのみの出演
- 言葉のアリア
  - 言葉のアリア 第1回公演『じゃじゃ馬ならし』（2019年11月22日 - 26日、遊空間がざびぃ）- ビアンカ 役[12]
  - 言葉のアリア Season2 赦しの章 第3回公演『煙が目にしみる』（2021年3月31日 - 4月4日、上野ストアハウス）- 原田泉 役[13]
- FREE(S)
  - 60th フリーエス主催『SUNFLOWER』（2020年7月14日 - 19日、ウッディシアター中目黒） ※全公演中止
  - FREE(S)プロデュース公演『SUNFLOWER2021』（2021年5月18日 - 23日、ウッディシアター中目黒）[14]
- ［Otona Project 第三十二弾］演劇ユニット【爆走おとな小学生】第十四回全校集会『初等教育ロイヤル』【白組】（2021年1月7日、シアター1010）- 校長先生 役
- Soft Boiled Theater
  - ［Soft Boiled Theater-1］クリエイティブユニット【ソフトボイルド】旗揚げ公演『タンブル・アンヘルズ』（2021年2月18日 - 21日、シアターグリーン BOX in BOX THEATER）- アナマリア・フィッツジェラルド・ケネディ 役[15]
  - ［Soft Boiled Theater-2］クリエイティブユニット【ソフトボイルド】Theater-2『ミッション・イン東京物語』（2021年6月23日 - 27日、CBGKシブゲキ!!）- キャッツピャーポピーポピー鶴子 役[16]
  - ［Soft Boiled Theater-3］クリエイティブユニット【ソフトボイルド】Theater-3『ゴールデン街の片隅で』（2021年8月18日 - 22日、シアターサンモール）- ミチコ 役[17]
  - ［Soft Boiled Theater-4］クリエイティブユニット【ソフトボイルド】Theater-4『カルテットルーム』（2021年10月20日 - 24日、中目黒キンケロ・シアター）- 岡田弘子 役[18]
  - ［Soft Boiled Theater-5］クリエイティブユニット【ソフトボイルド】Theater-5『和道ノ阿修羅』（2021年12月10日 - 12日、京都劇場）- 天海 役[19]
  - ［Soft Boiled Theater-6］クリエイティブユニット【ソフトボイルド】Theater-6『戦国送球〜バトルボールズ〜』（2022年2月23日 - 27日、CBGKシブゲキ!!）- 武田綾子 役[20]
  - ［Soft Boiled Theater-7］クリエイティブユニット【ソフトボイルド】Theater-7『戦国送球〜バトルボールズ〜第二次真田合戦』（2022年4月6日 - 10日、シアター1010）- 武田綾子 役[21]
  - ［Soft Boiled Theater-8］クリエイティブユニット【ソフトボイルド】Theater-8『戦国送球〜バトルボールズ外伝〜天上天下唯我独尊』（2022年6月22日 - 26日、シアターサンモール）- 鉄拳苺子 役[22]
  - ［Soft Boiled Theater-9］クリエイティブユニット【ソフトボイルド】Theater-9 朗読劇『小生とアトムの世界列車』（2022年8月5日 - 7日、アトリエファンファーレ高円寺）[23]
  - ［Soft Boiled Theater-10］クリエイティブユニット【ソフトボイルド】Theater-10 朗読劇『人生一度だけの魔法』（2022年11月3日 - 6日、池袋シアターグリーン BASE THEATER）[24]
  - ［Soft Boiled Theater-11］クリエイティブユニット【ソフトボイルド】Theater-11 朗読劇『名もなき士』（2022年12月9日 - 11日、参宮橋トランスミッション）[25]
  - ［Soft Boiled Theater-12］クリエイティブユニット【ソフトボイルド】Theater-12 朗読劇『イヤホン』（2023年2月3日 - 5日、参宮橋トランスミッション）[26]
  - ［Soft Boiled Theater-13］クリエイティブユニット【ソフトボイルド】Theater-13『戦国送球〜バトルボールズ〜大阪冬の陣』（2023年3月29日 - 4月2日、シアター1010）- 武田綾子 役[27]
  - ［Soft Boiled Theater-14］クリエイティブユニット【ソフトボイルド】Theater-14『夜明』（2024年2月29日 - 3月3日、シアターグリーン BIG TREE THEATER）- はる 役
- IKURA企画第一弾 非接触型芝居『キミマド』（2021年6月29日 - 7月4日、ZOOM）※ Bチーム
- 舞台『宇宙家族ヤマダさん～Super saiyAの逆襲～』（2023年5月31日 - 6月4日、こくみん共済 coop ホール/スペース・ゼロ）- のりこ役
- メイホリックシアター15 舞台『マジでトキメけ☆少女たち!!〜ホシのミライ〜』（2023年11月8日 - 12日、CBGKシブゲキ!!）- 坂本龍子 役[28]
- 劇団狼煙組 第4回番外公演 舞台『そうなりたくて』（2024年9月20日 - 23日、アルネ543）[29]
- 劇団狼煙組『雨と無知 -REBORN-』雨team（2024年11月13日 - 17日、高田馬場ラビネスト）[30]

### ラジオ
- FM栃木レディオベリー『B☆BOX水曜日』アシスタントDJ（2012年4月 - 2014年3月）
- FM栃木レディオベリー『とちぎのいいものがたり』制作（2014年4月 - 2015年3月）
- FM栃木レディオベリー『B-UP!水曜日』リポーター（2015年4月 - 2016年3月）
- FM栃木レディオベリー『RBZ水曜日』リポーター（2015年4月 - 2016年3月）
- FM栃木レディオベリー『B-UP!金曜日』リポーター（2016年4月 - 2017年3月）
- FM栃木レディオベリー『ら・ら・なすTime』リポーター（2017年4月 - 2018年3月）
- FM栃木レディオベリー『木曜BEAT』リポーター（2018年4月 - 2019年3月）
- FM栃木レディオベリー『月曜BEAT』パーソナリティ（2019年4月 - 2020年3月）

## 演出

### Soft Boiled Theater
- ［Soft Boiled Theater-1］クリエイティブユニット【ソフトボイルド】旗揚げ公演『タンブル・アンヘルズ』（2021年）
- ［Soft Boiled Theater-2］クリエイティブユニット【ソフトボイルド】Theater-2『ミッション・イン東京物語』（2021年）
- ［Soft Boiled Theater-3］クリエイティブユニット【ソフトボイルド】Theater-3『ゴールデン街の片隅で』（2021年）
- ［Soft Boiled Theater-9］クリエイティブユニット【ソフトボイルド】Theater-9 朗読劇『小生とアトムの世界列車』（2022年）
- ［Soft Boiled Theater-10］クリエイティブユニット【ソフトボイルド】Theater-10 朗読劇『人生一度だけの魔法』（2022年）
- ［Soft Boiled Theater-11］クリエイティブユニット【ソフトボイルド】Theater-11 朗読劇『名もなき士』（2022年）
- ［Soft Boiled Theater-12］クリエイティブユニット【ソフトボイルド】Theater-12 朗読劇『イヤホン』（2023年）

### メイホリック
- 演劇ユニット【メイホリック】 メイホリックシアター06 舞台『貘の皮を剥ぐ』（2021年）